# San Felipe Cuauhtenco
San Felipe Cuahutenco, se ubica en las faldas nororientales del volcán de La Malinche, a una altitud de 2.480 metros sobre el nivel del mar, en el estado de Tlaxcala. - Es la quinta sección del municipio de Contla de Juan Cuamatzi cuya cabecera es el poblado de San Bernardino Contla, Tlaxcala. 

## Geografía
La comunidad de San Felipe Cuahutenco abarca una superficie de 3 kilómetros, su población es de aproximadamente 1,839 habitantes (hombres, mujeres y niños), el clima que predomina durante la mayor parte del año es templado – húmedo, con lluvias en verano y tiende a ser más frío en los meses de diciembre y enero. 

## Economía
La economía local la conforman principalmente tres áreas productivas que son los ejes sobre los cuales el pueblo desarrolla su vida económica:
- agricultura
- actividad textil
- trabajo fuera de la comunidad

En la comunidad se siembra maíz, fríjol, calabaza y habas. Una de las hierbas comestibles más consumidas es el quelite y el nopal que se encuentra con facilidad en los diversos terrenos de labor. 
Los animales de corral que se crían son; gallinas, guajolotes, patos y algunos gansos. 

## Religión y Cultura
La gran mayoría de sus habitantes habla el náhuatl, las características étnicas predominantemente indias.
La religión predominante del pueblo es la católica la cual hay dos templos en el centro de la localidad que protagonizan la vida religiosa de sus habitantes. Su fiesta religiosa es en honor a San Felipe de Jesus y se conmemora el día 5 de febrero de cada año.